# Reuss (Familienname)
Reuss oder Reuß ist ein Familienname. Zum Adelsgeschlecht gleichen Namens siehe zusätzlich unter Haus Reuß.

## Herkunft und Bedeutung
Der Name kann von Rieß stammen, die Bezeichnung für den Schuhflicker (mittelhochdeutsch rieß, riuße) oder auch Russe.

## Namensträger

### A
- Adolph Reuss (1804–1878), deutscher Zoologe
- Albert Reuss (1889–1975), österreichisch-britischer Maler, Bildhauer und Zeichner
- Alfred Reuss (1882–nach 1961), deutscher Zeitungsverleger
- Allan Reuss (1915–1988), US-amerikanischer Jazzgitarrist
- András Reuss (Ingenieur) (auch Endre Reuss; 1900–1968), ungarischer Maschinenbauingenieur
- András Reuss (Theologe) (* 1938), ungarischer Theologe und Hochschullehrer
- Andreas Reuß (Geistlicher) († um 1629), deutscher Prediger, siehe Deutsche Evangelische Kirchengemeinde A.B. zu Preßburg #Gründung der Preßburger evangelischen Kirchengemeinde
- Andreas Reuß (Journalist) (1809–1863), deutscher Journalist
- Andreas Reuß (Schriftsteller) (* 1954), deutscher Schriftsteller, Fotograf, Lehrer und Politiker
- Anna Reuß-Gaudelius (1818–1861), deutsche Schauspielerin und Sängerin (Sopran)
- Anna Reuß zu Köstritz (1837–1907), Fürstin zu Stolberg-Wernigerode
- Anthony Reuss (* 1963), US-amerikanisch-deutscher Basketballspieler
- August Reuß (Komponist) (1871–1935), deutscher Komponist
- August Reuss (Mediziner) (1879–1954), österreichischer Kinderarzt
- August Reuß (Landrat) (1902–1986), deutscher Landrat
- August Emanuel von Reuss (1811–1873), österreichischer Geologe und Paläontologe
- August Leopold von Reuss (1841–1924), österreichischer Augenarzt
- Auguste Reuß zu Ebersdorf (1757–1831), Herzogin von Sachsen-Coburg-Saalfeld
- Auguste Reuß zu Köstritz (1822–1862), Großherzogin von Mecklenburg-Schwerin

### B
- Benigna Marie Reuß zu Ebersdorf (1695–1751), deutsche Kirchenlieddichterin

### C
- Carl Reuß (1844–1918), deutscher Forstmann
- Christian Friedrich Reuß (Mediziner) (1745–1813), deutscher Mediziner und Botaniker
- Christian Friedrich von Reuß (1788–1874), deutscher Verwaltungsbeamter
- Christoph Reuß (* 1946), deutscher Politiker (SPD)

### D
- Daniel Reuss (* 1961), deutsch-niederländischer Chordirigent
- David Reuß (1576–1634), deutscher Theologe, siehe David Reutzius
- Dorothea Reuß zu Gera (1570–1631), deutsche Adlige

### E
- Eduard Reuss (Theologe) (Eduard Wilhelm Eugen Reuss; 1804–1891), französisch-deutscher Theologe
- Eduard Reuss (Musiker) (1851–1911), deutscher Komponist, Dirigent und Musikwissenschaftler
- Eleonore Prinzessin Reuß zu Köstritz (1835–1903), deutsche Liederdichterin, siehe Eleonore zu Stolberg-Wernigerode
- Eleonore Reuß zu Köstritz (1860–1917), Königin von Bulgarien
- Elly Reuss (1853–1944), deutsche Schriftstellerin, siehe Elly Allesch
- Elsa Reuß, Ehename von Elsa Daubert (1894–1972), deutsche Malerin
- Else Reuß (1916–1996), deutsche Schauspielerin
- Emilie Agnes Reuß zu Schleiz (1667–1729), sächsische Herzogin
- Ernst Reuß (* 1962), deutscher Jurist und Autor

### F
- Feodora Reuß zu Köstritz, deutsche Adlige, siehe Feodora von Sachsen-Meiningen (1879–1945)
- Feodora Reuß jüngere Linie (1889–1918), Herzogin zu Mecklenburg
- Ferdinand Friedrich von Reuß (1778–1852), deutscher Physiker
- Francis Albert Theodor Reuss (Albert Franz Theodor Reuß; 1879–1958), deutscher Zoologe
- Franz Reuß (Politiker) (1856–1926), deutscher Politiker
- Franz Reuß (Schriftsteller) (* 1879; † nicht ermittelt), deutscher Schriftsteller
- Franz Reuss (1904–1992), deutscher Generalmajor
- Franz Ambrosius Reuß (1761–1830), böhmischer Arzt, Mineraloge und Geologe
- Frederick Gustav Reuss (1904–1985), US-amerikanischer Ökonom
- Friedrich Anton Reuß (1810–1868), deutscher Bibliothekar und Hochschullehrer

### G
- Gustav Reuss (Botaniker) (1818–1861), slowakischer Botaniker und Mediziner
- Gustav Reuß (1833–1896), württembergischer Oberamtmann
- Gusso Reuss (1885–1962), deutscher Chemiker, Glasurforscher und Keramiker

### H
- Harry Reuss-Löwenstein (1880–1966), deutscher Schriftsteller, Maler, Grafiker und Kunstkritiker
- Heinrich II. Reuß zu Köstritz (1803–1852), deutscher Adliger
- Heinrich IV. Reuß-Köstritz (1821–1894), deutscher Adliger
- Heinrich XIII. Prinz Reuß (* 1951), deutscher Immobilienunternehmer und Mitglied des Hauses Reuß, Terrorverdächtiger
- Heinrich XLV. (Reuß jüngere Linie), deutscher Prinz
- Henry S. Reuss (1912–2002), US-amerikanischer Politiker
- Hermann Reuß (1848–1931), deutscher Forstmann, Autor und Pädagoge

### I
- Isabel Reuss (* 1962), mexikanische Schwimmerin

### J
- Jeremias David Reuss (1750–1837), deutscher Altphilologe und Bibliothekar
- Jeremias Friedrich Reuß (1700–1777), deutscher Theologe
- Jerry Reuss (* 1949), US-amerikanischer Baseballspieler
- Johann August von Reuß (1751–1820), deutscher Jurist und Hochschullehrer
- Johann Conrad Reuß (1790–1862), deutscher Kaufmann und Politiker
- Johann Leonhard Reuß (1798–1883), deutscher Politiker
- Jörn Reuß (* 1968), deutscher Radrennfahrer
- Josef Maria Reuß (1906–1985), deutscher Geistlicher, Weihbischof in Mainz
- Joseph Reuß (1904–1986), deutscher katholischer Theologe, Neutestamentler
- Jox Reuss (* 1941), deutscher Maler und Bildhauer
- Julius Reuß (Georg Karl Julius Reuß; 1814–1883), deutscher Pfarrer

### K
- Karl Reuß (Prähistoriker) (1844–1922), deutscher Prähistoriker und Museumsdirektor
- Karl August von Reuß (1793–1874), deutscher Forstmann
- Karl-Ferdinand Reuss (1907–1973), deutscher Rechtsanwalt
- Karl Johann Georg Reuß (1730–um 1810), deutscher Künstler

### L
- Leo Reuss (1891–1946), österreichischer Schauspieler und Regisseur
- Leopold Reuss (1775–1850), deutscher Geistlicher und Botaniker
- Louis Reuß (1812–1888), deutscher Forstmann
- Luise Reuss-Belce (1860–1945), österreichische Sängerin (Sopran) und Regisseurin

### M
- Marie Reuß zu Köstritz, geb. Marie von Sachsen-Weimar-Eisenach (1849–1922), deutsche Adlige
- Maternus Reuß (1751–1798), deutscher Philosoph
- Max Emanuel Cohen-Reuss (1876–1963), deutscher Volkswirt und Politiker, siehe Max Cohen (Journalist)

### N
- Nikolaus Reuß (1809–1890), deutscher Pfarrer

### O
- Otto Reuss (vor 1863–1929), deutscher Zeitungsverleger

### P
- Peter Reuss (Schriftsteller) (* 1942), deutsch-amerikanischer Schriftsteller
- Peter Reuss (Diplomat) (* 1964), deutscher Diplomat
- Peter Reuss (Architekt), Schweizer Architekt
- Philipp M. Reuß (* 1980), deutscher Rechtswissenschaftler und Hochschullehrer

### R
- Rodolphe Reuss (1841–1924), elsässischer Historiker
- Roland Reuß (* 1958), deutscher Literaturwissenschaftler
- Rudolf Reuß (1841–1924), elsässischer Pädagoge, Bibliothekar und Historiker

### S
- Samuel Reuss (1783–1852), slowakischer Geistlicher und Schriftsteller
- Stefan G. Reuß (* 1970), deutscher Landrat

### T
- Theodor Reuß (1855–1923), deutscher Journalist und Sänger (Bass)

### U
- Ulrich Reuss (1918–1983), deutscher Tierarzt

### W
- Wilhelm Reuss (Jurist) (1897–1979), deutscher Jurist, Staatssekretär
- Wilhelm Franz Reuss (1886–1945), deutscher Dirigent und Komponist
- Woizlawa-Feodora Prinzessin Reuß (1918–2019), deutsche Angehörige des Hauses Mecklenburg-Schwerin

### Z
- Zoë von Reuß (1832–1924), deutsche Schriftstellerin